# Robert Trebor
Robert Trebor (Filadélfia, Pensilvânia, 7 de junho de 1953 — Los Angeles, Califórnia, 11 de março de 2025) foi um ator estado-unidense que ficou mais conhecido por representar "Salmoneus" nos seriados Hercules: The Legendary Journeys e Xena: Warrior Princess.

## Vida pessoal
Robert nasceu e cresceu na Philadelphia, mostrando seus interesses por atuar logo com 13 anos, ele fez partes de bandas e teatros locais, formando-se em 1975. Robert ganhou vários mpequenos prêmios locais e concursos pelo filme Communicate!?, uma produção entre a ABC e a PBS.

## Carreira

### Como protagonista
Robert já foi ator, diretor e produtor, ele também compôs por um tempo as músicas no Mog. Seu primeiro papel de destaque foi no musical How to Succeed in Business Without Really Trying, ao longo de sua carreira Robert ganhou vários prêmios pela Scholastic Magazine pela direção e escrita de alguns filmes, alguns deles foram pela sua atuação nos filme The Fixer e 52 Pickup, de John Frankenheimer. Depois dos olofotes, ele voltou a fazer paquenas participaçõe em peças da Northwestern University. Quando retornou para a Philadelphia, ele estrelou o filme Strike Up The Band ao lado de Bill Irwin.

### Televisão
Na televisão ele começou interpretando Waylon no filme Hercules and the Lost Kingdom, o segundo da saga de filmes de Hercules pela Renaissance Pictures, Robert ficou famoso mundialmente como Salmoneus nas séries da Renaissance Pictures: Hercules: The Legendary Journeys e Xena: Warrior Princess. Anteriormente ele havia sido elogiado em Out of the Darkness, um filme direcionado para a televisão, recentemente, Robert trabalhou em uma peça teatral chamada The Return of Brother Theodore, essa produção foi nomeado pela Los Angeles Weekly como a Melhor performance de 2007.
Seu mais recente trabalho no teatro foi na peça Ravensridge, ao lado do ator russo Viktor Davidykov, seu trbalho nessa peça foi elogiado pela revista Variety.

## Filmografia Selecionada
| Título                           | Papel         | Ano       | Trivias     |
| Meet Market                      | Diretor Dick  | 2008      | Filme       |
| The Devil's Rejects              | Marty Walker  | 2005      | Filme       |
| Wedding Daze                     | Rabbi Feldman | 2004      | Filme       |
| Raise Your Voice                 | Sr. Wesson    | 2004      | Filme       |
| Jiminy Glick in Lalawood         | Jay Schiffer  | 2004      | Filme       |
| Dying on the Edge                | Mel Welner    | 2001      | Filme       |
| Hercules: The Legendary Journeys | Salmoneus     | 1995-1999 | Série de TV |
| Xena: Warrior Princess           | Salmoneus     | 1996-1999 | série de TV |
| The Shadow                       | Harried       | 1994      | filme       |
| Hercules and the Lost Kingdom    | Waylon        | 1994      | filme       |
| Universal Soldier                | dono do motel | 1992      | Filme       |

## Morte
Robert morreu no dia 11 de março de 2025 aos 71 anos, vítima de uma sepse.